# Maulladores
«Maulladores» («The Mewlips», en inglés), es un absurdo pero espeluznante poema hobbit, que aparece en la recopilación titulada Las aventuras de Tom Bombadil y otros poemas de El Libro Rojo, de J. R. R. Tolkien.

## Contenido
Hace referencia a los «Maulladores», una raza imaginaria de criaturas malvadas que se alimentan de los incautos viajeros que pasan por su territorio, guardando los huesos en un saco. El poema describe la larga y solitaria senda que hay que seguir para llegar hasta el lugar dónde habitan los Maulladores, más allá de las «Montañas Merlock», cruzando el «marjal de Tode» y el bosque de los árboles colgantes y la hierba de horca. Ninguno de estos lugares aparecen en los mapas conocidos de la Tierra Media.